# Rothley Castle

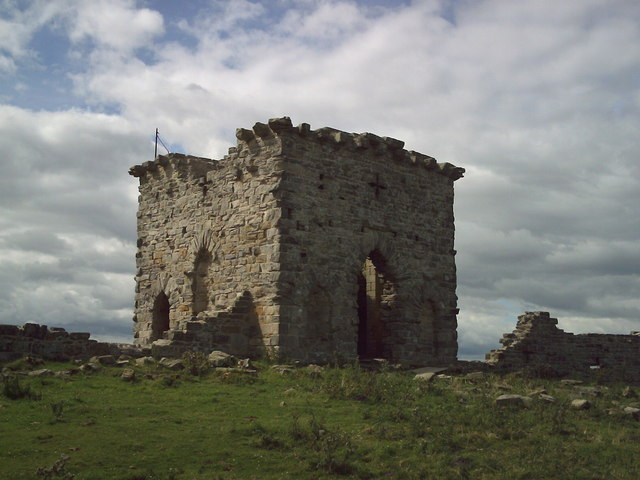
Rothley Castle

Rothley Castle ist eine Burgruine im Dorf Rothley in der englischen Grafschaft Northumberland. Die im 18. Jahrhundert erbaute, gotische Folly hat English Heritage als historisches Bauwerk II*. Grades gelistet.
Es wurde 1755 vom Architekten Daniel Garrett für Sir Walter Blackett, den Besitzer der Wallington Hall, entworfen. Von dort aus kann man Rothley Castle am Horizont sehen. Ein echter, mittelalterlicher Turm, der Rothley Tower in der Nähe der Folly, wurde vermutlich Anfang des 19. Jahrhunderts abgerissen.
Eine ähnliche, gotische Folly, ebenfalls Teil des Anwesens von Wallington Hall, ist Codger Fort, das auf Felsklippen etwa 1,6 km nördlich von Rothley Castle liegt. Es ist in Form einer dreieckigen Geschützbatterie gehalten und wurde von Thomas Wright aus Durham entworfen.
Sowohl Wallington Hall als auch Rothley Castle werden heute von National Trust verwaltet.

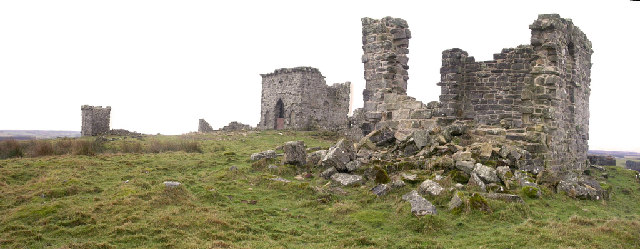
Rothley Castle